# (15620) Beltrami
Pour les articles homonymes, voir Beltrami.
(15620) Beltrami est un astéroïde de la ceinture principale.

## Description
(15620) Beltrami est un astéroïde de la ceinture principale. Il fut découvert le 29 avril 2000 à Prescott (Arizona) par Paul G. Comba. Il présente une orbite caractérisée par un demi-grand axe de 2,42 UA, une excentricité de 0,15 et une inclinaison de 1,6° par rapport à l'écliptique.

## Compléments